# Hufiec Syberyjski
Hufiec Syberyjski – koedukacyjna harcerska jednostka działająca na dalekim wschodzie od 1919 do 1922 pod nazwą Harcerski Hufiec Dalekowschodni, a następnie już jako Hufiec Syberyjski w Wejherowie w latach 1923–1928.

## Początki
Idea harcerstwa zyskała uznanie nie tylko na polskich ziemiach pod zaborami, ale i wśród carskich zesłańców, także na dalekim wschodzie. W 1917 we Władywostoku powstała 1 Polska Drużyna Harcerska im. Tadeusza Kościuszki, która w 1919 z nowo powstałymi drużynami harcerskimi na terenie  Hrabinie i Nikolsku Ussuryjskim utworzyły Harcerski Hufiec Dalekowschodni. Harcerkami i harcerzami hufca były dzieci polskich zesłańców, głównie sieroty. Na czele hufca stanął hufcowy podharcmistrz Józef Jakubkiewicz, naczelny lekarz sanitarny Władywostoku. Hufcem opiekował się Polski Komitet Ratunkowy Dzieci Dalekiego Wschodu oraz Koło Przyjaciół Harcerstwa. Latem dla harcerzy organizowano obozy nad wodami Zatoki Amurskiej, gdzie pod kierunkiem Antoniego Gregorkiewicza zdobywano umiejętności pływania i żeglowania. Ten moment uznaje się za narodziny harcerskiej specjalności żeglarskiej. W międzyczasie Komitet Ratunkowy na mocy międzynarodowych porozumień zorganizował ewakuację 877 dzieci i 93 dorosłych do Polski.

## W Wejherowie
Ewakuowane z Syberii polskie sieroty zostały umieszczone w kilku Zakładach na terenie Polski, jeden z nich, kierowany przez Józefa Jakubkiewicza został zlokalizowany w Wejherowie. To w wejherowskim Zakładzie Wychowawczym Dzieci Syberyjskich Jakubkiewicz odtworzył Hufiec Syberyjski i stanął na jego czele. Hufiec pielęgnował harcersko-żeglarskie tradycje z dalekiego wschodu, drużyny harcerek nosiły nazwy: „Zabajkalska” i „Ussuryjska”, natomiast drużyny harcerzy: „Amurska” i „Mandżurska”. W hufcu działał pluton morski oraz gromada wilczków i zuchów. Harcerze na letni wypoczynek upatrzyli sobie Mierzeję Helską, gdzie w kolejnych latach (aż do 1928) organizowali swoje obozy połączone ze szkoleniem żeglarskim.
Hufiec Syberyjski został rozwiązany w październiku 1928 na skutek likwidacji wejherowskiego Zakładu.